# FSV Union Fürstenwalde
FSV Union Fürstenwalde is een Duitse voetbalclub uit Fürstenwalde, Brandenburg.

## Geschiedenis
De club werd in 1919 opgericht als SG Union Fürstenwalde. In 1933 fuseerde de club met FSV Wacker Fürstenwald en nam zo de naam FSV Union Fürstenwalde aan. Na de Tweede Wereldoorlog werden alle Duitse voetbalclubs ontbonden. De club werd heropgericht als SG Fürstenwalde dat in 1950 de naam SG Union Fürstenwalde aannam. Hoewel de meeste clubs zich omvormden tot een BSG was de club zelf financieel onafhankelijk tot 1958. In dat jaar werd de club een BSG en nam de naam BSG Empor Fürstenwalde aan. In 1961 fuseerde de club met BSG Motor tot TSG Fürstenwalde.
BSG Empor speelde vanaf 1952 in de Bezirksliga Frankfurt en werd in 1959 kampioen en promoveerde naar de II. DDR-Liga. Na één seizoen degradeerde de club. De club speelde de volgende seizoenen in de Bezirksliga.
Begin jaren zeventig wilde de SV Dynamo een nieuw jeugdcentrum in de buurt van Berlijn en het grote Berliner FC Dynamo. Er was al een team, Dynamo Frankfurt, maar de bestuursleden van SV Dynamo vonden Fürstenwalde een geschiktere plaats omdat met FC Vorwärts en BSG Halbleiterwerk er al twee teams met potentie in Frankfurt aanwezig waren. Fürstenwalde beschikte ook over het Rudolf-Harbig-Stadion dat 4.000 toeschouwers kon herbergen. Dynamo Frankfurt had net de promotie afgedwongen naar de DDR-Liga en er werd besloten om het team van Dynamo over te nemen en zo werd de naam van de club SG Dynamo Fürstenwalde. Dynamo Frankfurt begon met een nieuw team in de onderste speelklasse terwijl Dynamo Fürstenwalde nu in de DDR-Liga aantrad. Tot 1977 eindigde de club in de middenmoot en in 1978 degradeerde de club. Na één seizoen keerde de club terug en werd dan zelfs kampioen van de DDR-Liga. In de eindronde om promotie naar de DDR-Oberliga werd de club echter te licht bevonden. In deze tijd stroomden wel enkele jeugdtalenten door naar BFC Dynamo.
Hierna kon de club de titel niet meer behalen, maar eindigde wel meestal in de betere middenmoot. Na de Duitse hereniging viel de steun van de politie weg. De club kon geen financiële middelen vinden om het behoud in de DDR-Liga te verzekeren en ze trokken zich vrijwillig terug. Het team sloot zich bij BSG Lok Fürstenwalde aan en werd kampioen in de Bezirksliga Frankfurt. Hierna richtte het team FSV Fürstenwalde op dat in de nieuwe Verbandsliga Brandenburg ging spelen, de vierde klasse, vanaf 1994 de vijfde klasse. De club fuseerde met Wacker Fürstenwalde tot FSV Wacker en promoveerde in 1998 weer naar de Verbandsliga, waar ze tot 2006 speelden, inmiddels was ook weer de historische naam FSV Union aangenomen. In 2008 promoveerde de club weer en in 2011 stootte de club door naar de Oberliga. In 2016 werd de club kampioen van de Oberliga en promoveerde zo naar de Regionalliga. In 2022 degradeerde de club naar de Oberliga en twee seizoenen later zelfs weer naar de Brandenburg-Liga.

## Eindklasseringen vanaf 2003
| Seizoen | Competitie                 | Niveau | Eindstand | Pokal    | Opmerking |
| ------- | -------------------------- | ------ | --------- | -------- | --- |
| 2002/03 | Verbandsliga Brandenburg   | V      | 12        | --       | |
| 2003/04 | Verbandsliga Brandenburg   | V      | 12        | --       | |
| 2004/05 | Verbandsliga Brandenburg   | V      | 6         | --       | |
| 2005/06 | Verbandsliga Brandenburg   | V      | 15        | --       | |
| 2006/07 | Landesliga Brandenburg-Süd | VI     | 3         | --       | |
| 2007/08 | Landesliga Brandenburg-Süd | VI     | 1         | --       | |
| 2008/09 | Brandenburg-Liga           | VI     | 8         | --       | invoering 3. Liga                                                                                                 |
| 2009/10 | Brandenburg-Liga           | VI     | 5         | --       | |
| 2010/11 | Brandenburg-Liga           | VI     | 1         | --       | |
| 2011/12 | Oberliga Nordost#Nord      | V      | 8         | --       | |
| 2012/13 | Oberliga Nordost#Nord      | V      | 2         | --       | |
| 2013/14 | Oberliga Nordost#Nord      | V      | 12        | --       | |
| 2014/15 | Oberliga Nordost#Nord      | V      | 8         | --       | finalist Landespokal > Energie Cottbus: 2-3                                                                       |
| 2015/16 | Oberliga Nordost#Nord      | V      | 1         | --       | |
| 2016/17 | Regionalliga Nordost       | IV     | 13        | --       | winnaar Landespokal > FSV 63 Luckenwalde: 2-0                                                                     |
| 2017/18 | Regionalliga Nordost       | IV     | 9         | --       | |
| 2018/19 | Regionalliga Nordost       | IV     | 13        | --       | |
| 2019/20 | Regionalliga Nordost       | IV     | 4         | --       | competitie afgebroken i.v.m. coronapandemie; winnaar Landespokal > SV Babelsberg 03: 2-1                          |
| 2020/21 | Regionalliga Nordost       | IV     | 8         | 1e ronde | VfL Wolfsburg: 1-4 uit; competitie afgebroken i.v.m. coronapandemie; Finalist Landespokal > SV Babelsberg 03: 0-2 |
| 2021/22 | Regionalliga Nordost       | IV     | 17        | --       | |
| 2022/23 | Oberliga Nordost#Nord      | V      | 10        | --       | |
| 2023/24 | Oberliga Nordost#Nord      | V      | 15        | --       | |
| 2024/25 | Brandenburg-Liga           | VI     | 11        | --       | |
| 2025/26 | Brandenburg-Liga           | VI     | .         |          | |